# NOZOMI
大 望（だい のぞみ、本名：䑓 望（読み同じ）は、日本のモデル・ブラジリアン柔術家（茶帯）で元女子プロレスラー。福岡県福岡市出身。ねわざワールドISC代表。2022年4月に福岡県福岡市中央区清川に道場を常設。実弟、大 崇(だい たかし・ブラジリアン柔術 黒帯)を筆頭に姉弟で運営を行う。

## 経歴
2008年
- 7月13日、後楽園ホールの対植松寿絵戦で「だい のぞみ」としてNEO女子プロレスよりデビューするが、8月14日から外傷による視神経圧迫のため欠場。

2009年
- 4月19日に地元の博多スターレーン大会で復帰したものの、その後再び長期欠場に入り、結局復帰することなく2010年5月5日付での退団が発表された。

2012年
- 6月4日、DDTプロレスリングがNEO元社長甲田哲也を団体代表として旗揚げする「東京女子プロレス」に第1号選手として入団し「NOZOMI」として復帰することが発表された[1]。きっかけになったのは弟・崇がDDTの練習生になった際に高木三四郎社長が思い出したことであった。
- 6月17日、ユニオンプロレス北沢タウンホール大会の花月戦で再デビューしたが、完敗[2]。
- 復帰第2戦はアイスリボンでみなみ飛香と対戦し、勝利[3]。以降は本旗揚げまでDDTブランド（主にユニオン）をはじめ他団体（アイスリボン、我闘雲舞（9月14日初参戦）、スターダム（10月27日初参戦）他）に参戦。
- その間、武道館ピーターパンのアイアンマン争奪ロイヤルランブルにも参戦。
- 10月6日、アイスリボン道場マッチにてNEOの後輩に当たる飯田美花（ただし飯田のデビューは退団後）と初タッグ。
- 11月30日、この日付で東京女子プロレスを退団。10月の弟のDDT退団が理由であるが本旗揚げを目前とした団体を去ることになった[4]。

2014年
- 地元福岡でブラジリアン柔術の社会人チーム「石森極技倶楽部（ISC）」を設立し代表に就任。

2015年
- 道場の広告活動として、大望名義でモデル活動を開始し、講談社・ミスiD2016に参加。11月、「ミスiD2016」を受賞[5]。

2016年
- 3月にISCが「ねわざワールド」の福岡支部となり「ねわざワールドISC」に改称。

2017年
- 8月20日に愛知県武道館で行われた「コパブルテリア2017」の女子アダルト紫帯オープンクラスで優勝。10月には2018ミス・ユニバース・ジャパン福岡大会のファイナリストに選ばれる。

## 得意技
- ドロップキック
- エルボー
- 他、高速での丸め込みなど

## 出演

### 雑誌
- 週刊文春（2016年3月31日、文藝春秋）– ミスiD美女図鑑
- 渋谷モディ（旧渋谷マルイ）大型ビジョン掲載モデル（CHEERZ×ミスiD、2016年11月21日 − 27日[6][7]）

### テレビ
- 柔術やろうぜ!（2019年11月3日 ‐ 2020年1月27日、tvk） ‐ ゲスト
- 朝比奈彩のJIU-JITSU STYLE（2021年3月26日、フジテレビ）